# Alberto Quiroga
Luis Alberto Quiroga Téllez (Santiago di Cuba, 9 giugno 1958) è un ex schermidore cubano.

## Palmarès
In carriera ha conseguito i seguenti risultati:
- Giochi Panamericani:

San Juan 1979: argento nella spada a squadre a squadre e bronzo individuale.